# Castor de guerre
Castor de guerre  est un livre de l’écrivaine française Danièle Sallenave paru le 3 janvier 2008 aux Éditions Gallimard. Il s’agit d’un essai biographique de 608 pages sur l’écrivaine Simone de Beauvoir.
Danièle Sallenave, née le 28 octobre 1940 à Angers, en Maine-et-Loire, est membre de l’Académie française, auteure de romans, d'essais, et de pièces de théâtre. 
En 2005, l'Académie française lui décerne le Grand Prix de littérature pour l'ensemble de son œuvre.

## Résumé
L’auteure de cet ouvrage brosse un portrait très enrichi de celle qui fut la compagne du philosophe Jean-Paul Sartre et qui, à l’aube de la seconde guerre mondiale, écrit trois mots, « Castor de guerre », au dos d’une petite photographie, exprimant ainsi la volonté de construire sa vie publique et privée comme elle l’entend.
En effet, « Beauvoir » est proche de l'anglais beaver  qui  signifie « castor ». Les castors vont en bande et ont l'esprit constructeur.
Mais c’est dans l’après guerre qu’elle se donne une place importante au sein du monde littéraire et féministe  avec son ouvrage Le deuxième sexe que ses récits autobiographiques, dont ses Mémoires, confirment.
Simone de Beauvoir occupe ce XXe siècle, rempli de contradictions, avec passion et le quitte en laissant une quantité de questions à ses adeptes, lectrices et lecteurs.

## Éléments biographiques de Simone de Beauvoir
Simone de Beauvoir, née le 9 janvier 1908 dans le 6e arrondissement de Paris, ville où elle est morte le 14 avril 1986, est une philosophe, romancière, mémorialiste et essayiste française.

## Prix et distinctions
- 2008 : Prix Jean-Monnet de littérature européenne du département de la Charente[2].
- 2008 : sélectionné pour le Prix France Télévisions, catégorie Essai[3].

## Éditions
- Gallimard, 608 pages, 155 × 225 mm,  (ISBN 9782070781461) / Gencode : 9782070781461 - Code distributeur : A78146, Genre : Essais Thème : littérature/philosophie, morale/politique, économie Catégorie > Sous-catégories : Connaissance > Littérature - Philosophie, sciences cognitives - Politique, économie, Parution : 03-01-2008[1].
- Le Grand livre du mois, Paris, 2008,  (ISBN 2286042489)[4]
- Collection Folio (no 4930), Gallimard, Parution : 18-06-2009, 768 pages, sous couverture illustrée, 108 × 178 mm, Achevé d'imprimer : 22-05-2009, Genre : Essais Thème : littérature/philosophie, morale /politique, économie Catégorie > Sous-catégories : Connaissance > Littérature - Philosophie, sciences cognitives - Politique, économie, Époque : XXe – XXIe siècle,  (ISBN 9782070389889) - Gencode : 9782070389889 - Code distributeur : A38988[5].